# Pave Martin 5.
Martin 5. (født Oddone Colonna i 1368 i Genazzano, død 20. februar 1431 i Rom) var pave fra 11. november 1417 til sin død, 20. februar 1431.

## Biografi
Oddone Colonna blev født i Genazzano som søn af Agapito Colonna oog Caterina Conti; på både fædrene og mødrene side tilhørte han et par af samtidens mægtigste slægter i den del af verden. Slægten Colonna havde allerede inden Oddone givet kirken 27 kardinaler, men ingen var tidligere blevet pave. 
Han studerede ved universitetet i Perugia, og blev sat til at udføre diplomatiske opgaver af Urban VI og dennes efterfølger, med tiden med rang af apostolisk nuntius. Han blev den 12. juni 1405 udset til kardinaldiakon med San Giorgio in Velabro som titelkirke. Kardinal Colonna deltog i koncilet i Pisa (1409) og blev en fast tilhænger af Johannes 23. På Konstanzkonciliet var han lidet fremtrædende, hvilket bidrog til hans udnævnelse til pave den 11. november 1417, som med tiden hævede det store skisma. 
Da han blev valgt til pave og antog navnet Martin V, var han end ikke præsteviet. Han blev derfor præsteviet den 13. november, bispeviet den 14. november og kronet til pave den 21. november i bispepaladset i Konstanz. Eftersom konciliet endnu var i gang, var det en stor forsamling, som deltog i hændelsen. 
Ej heller efter, at konciliet var blevet flyttet til staden Pavia og senere til Siena (1423-1424), gav det noget resultat, og det af Martin 5 sammenkaldte kirkemøde i Basel, oplevede han ikke. Gallikanismen bekæmpede han i Frankrig, og den konciliarisme, som besluttedes ved Konstanz, blev Martin en heftig modstander af, og dette med held. Martin 5. genoprettede pavens magtstilling i staden Rom og i Kirkestaten, efter at han i lang tid havde resideret i Konstanz, Bern, Genève, Mantua og Firenze. Dette opnåede han ved at love Johanna af Neapel at anerkende hende som regerende dronning mod, at han måtte styre Rom, som hun var den egentlige hersker over. Med løfte om at blive kronet lod hun Rom evakuere i 1419, og Martin kunne så ankomme med sit apostoliske hof den 28. september 1420. I 1424 tilsluttede Perugia, Assisi, Todi og Jesi sig frivilligt til Kirkestaten. Under sit pontifikat indgik han flere konkordater med andre stater.
Med fast hånd opretholdt han lov og orden, hvor han befandt sig, og vågede tillige over Rom og dets kirkers forskønnelse ved at ansætte toscanske kunstnere; derved blev han den, som bragte renæssancen til Rom. 
Martin 5. har fået sit sidste hvilested i basilikaen San Giovanni in Laterano.